# Mario Draghi
Pour les articles homonymes, voir Draghi.
Mario Draghi (prononcé : /ˈmaːrjo ˈdraːɡi/), né le 3 septembre 1947 à Rome, est un économiste, professeur des universités, banquier, haut fonctionnaire et homme d'État italien. Il est président du Conseil des ministres d'Italie du 13 février 2021 au 22 octobre 2022.
Vice-président pour l'Europe de Goldman Sachs de 2002 à 2005, il est gouverneur de la Banque d'Italie de 2006 à 2011, puis président de la Banque centrale européenne de 2011 à 2019. À ce poste, il doit gérer plusieurs crises auxquelles est confrontée la monnaie unique.
En février 2021, à la suite de la démission de Giuseppe Conte, il est chargé de former un gouvernement par le président de la République italienne, Sergio Mattarella, dans un contexte marqué par la pandémie de Covid-19. Il reçoit le soutien de la quasi-totalité des partis du Parlement.
L'année suivante, il se montre intéressé par la succession de Sergio Mattarella, qui est finalement réélu à la tête de l'État. Quelques mois plus tard, il démissionne à la suite d'une crise gouvernementale et voit la nationaliste Giorgia Meloni le remplacer après des élections générales anticipées.

## Situation personnelle

### Famille
Mario Draghi est fils d'un banquier originaire de Padoue et d'une pharmacienne originaire de Monteverde, commune de Campanie.
Marié à Serena Cappello, lointaine descendante de Bianca Cappello, il est père de deux enfants : Federica, biochimiste née à Boston, et Giacomo, cadre au fonds spéculatif londonien LMR Partners.

### Formation
Il effectue ses études à Rome, chez les jésuites, au prestigieux Institut Massimiliano Massimo. Il y croise une partie de la future élite économique d'Italie.
Il obtient une licence en économie et commerce à l'université de Rome « La Sapienza » en 1970, il obtient un Ph.D. en économie au Massachusetts Institute of Technology (MIT) en 1976, sous la direction de Franco Modigliani et Robert Solow.

## Carrière professionnelle

### Économiste
Mario Draghi commence sa carrière comme professeur à l'université de Trente, où il enseigne l'économie de 1975 à 1978. Il est ensuite professeur à l'université de Padoue, à l'université de Venise, puis à l'université de Florence, jusqu'en 1991.
Entre 1984 et 1990, il est également directeur exécutif à la Banque mondiale.

### Directeur général du Trésor
De 1991 à 2001, il exerce la fonction de directeur général du Trésor italien. À ce titre, il lance une politique de privatisations massives concernant quelque 750 entreprises, dont Autostrade, Eni, Enel et Telecom Italia,.

### Cadre dirigeant chez Goldman Sachs
Mario Draghi est, de 2002 à 2005, vice-président de la branche européenne de la banque d'affaires américaine Goldman Sachs,. Cette fonction prête à polémique quant à un éventuel conflit d'intérêts : contre rémunération, la banque d'affaires a notamment aidé la Grèce à dissimuler son déficit public via un procédé considéré comme relevant de l'inventivité comptable. Le député européen Pascal Canfin considère qu'il est directement impliqué dans l'échange de swaps avec des États aujourd'hui en difficulté, ce que nie Mario Draghi qui précise que ce type de contrats étaient engagés avant son entrée en fonction à Goldman Sachs ; il soutiendra lors d'une audition par les députés européens avoir travaillé uniquement avec le secteur privé alors qu'il était chargé aussi, selon les communiqués de Goldman Sachs, du travail avec les gouvernements et les agences gouvernementales (acteurs publics) et du développement stratégique en Europe avec les principaux dirigeants de la firme.

### Gouverneur de la Banque d'Italie

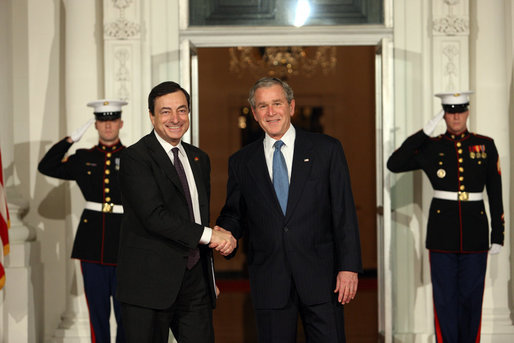
Mario Draghi (à gauche) et George W. Bush, président des États-Unis, en 2008 à la Maison-Blanche.

Le 29 décembre 2005, Mario Draghi est nommé gouverneur de la Banque d'Italie par le président du Conseil, Silvio Berlusconi, pour un mandat renouvelable de six ans. Il prend ses fonctions le 16 janvier 2006. Fait notable, provenant du secteur privé, il est le premier gouverneur de la Banque d'Italie depuis 1960 à ne pas avoir fait l'intégralité de sa carrière à la Banque d'Italie. Il remplace Antonio Fazio, démissionnaire à cause de son implication dans une affaire de conflit d'intérêts. En tant que gouverneur, il se retrouve aussi membre du conseil des gouverneurs de la Banque centrale européenne (BCE).
Il adresse en août 2011, avec le gouverneur de la BCE Jean-Claude Trichet, une lettre secrète à Silvio Berlusconi lui demandant d'accentuer les réformes libérales, notamment l'assouplissement de la législation sur les licenciements, des privatisations, et la baisse des salaires des fonctionnaires.
Le 24 octobre 2011, il est remplacé par Ignazio Visco à la tête de la Banque d'Italie. Il est depuis gouverneur honoraire.
Au début de l’année 2013, alors qu’il est à la tête de la BCE, Mario Draghi est mentionné dans le cadre de l’affaire « Monte Paschi ». La Banque d’Italie, qu'il dirigeait au moment des faits, est accusée d’avoir réagi trop lentement et de façon peu transparente à l’égard de la banque Monte dei Paschi di Siena, la troisième banque du pays, en difficulté pour avoir procédé à partir de 2006 à des transactions risquées de produits dérivés sur fond de soupçons de corruption. Le parquet de Trani ouvre alors une enquête sur la Banque d’Italie pour manquements à ses devoirs de régulateur,.

### Président de la Banque centrale européenne

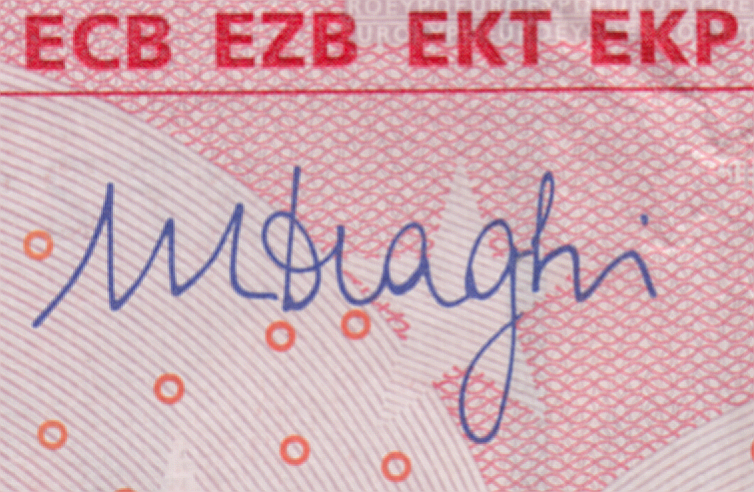
Les billets en euros portant la signature de Mario Draghi durant son mandat à la BCE.

Le 24 juin 2011, Mario Draghi est formellement nommé par les dirigeants membres du Conseil européen à la présidence de la Banque centrale européenne. Il succède à Jean-Claude Trichet le 1er novembre 2011.
Dès son arrivée à la tête de la BCE, il annonce une baisse des taux d'intérêt d'un quart de point, mesure saluée par les marchés financiers.

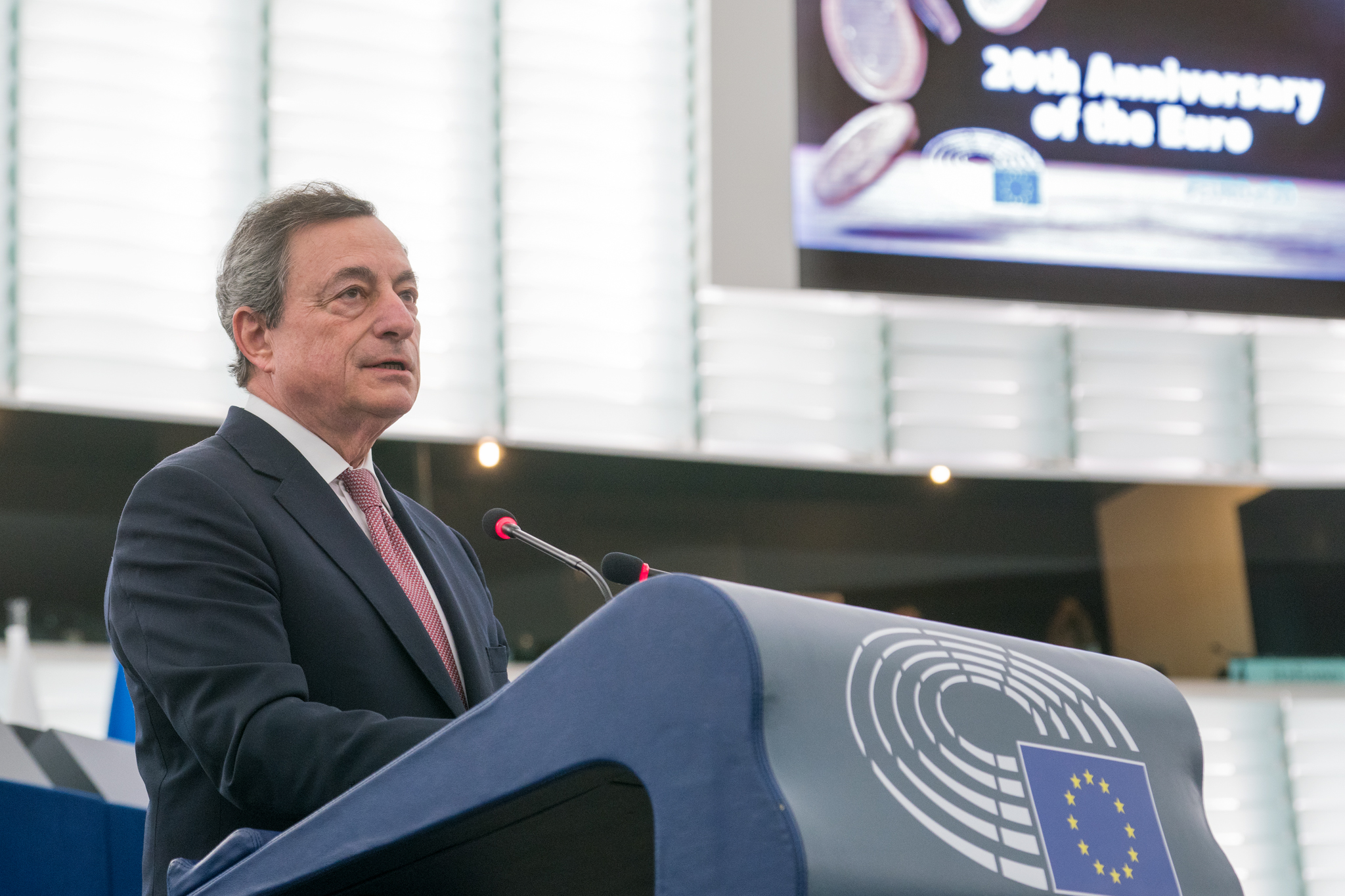
Mario Draghi s’exprimant au Parlement européen à l’occasion du 20e anniversaire du lancement de l’euro.

Il engage en 2015 un bras-de-fer avec le nouveau Premier ministre de Grèce, Aléxis Tsípras, élu sur un programme anti-austérité, afin de le pousser à se conformer aux recommandations de la BCE.
Le 6 septembre 2012, il annonce un programme illimité de rachat de dette des pays de la zone euro ayant du mal à se financer sur les marchés.
Le 10 mars 2016, il annonce la baisse du principal taux directeur de 0,5 % à 0 %, ce qui signifie que la BCE prête dorénavant gratuitement aux banques. Cette annonce s'accompagne d'un ensemble de nouvelles mesures visant à dynamiser l'économie européenne : baisse du taux de dépôt, augmentation du rachat mensuel de dettes publiques, plus de prêts aux banques assortis de taux négatifs progressifs, et rachat des obligations d'entreprise. Sa stratégie implique que la BCE n'utilise plus le taux de dépôt négatif pour équilibrer l'euro.
Son mandat, non renouvelable, se termine le 1er novembre 2019. Christine Lagarde le remplace.

## Parcours politique en Italie

### Possible recours pour les institutions
Son nom circule en 2020 comme possible prétendant pour la succession du président de la République italienne Sergio Mattarella, qui doit achever son septennat deux ans plus tard et qui soutiendrait cette hypothèse. Il entretient dans le même temps des contacts réguliers avec Emmanuel Macron et Angela Merkel.
Dans le contexte de pandémie de Covid-19, il appelle à freiner l'augmentation des dépenses publiques, fustigeant « l'argent magique » et la hausse de la dette. Il critique également le « manque de vision » du président du Conseil, Giuseppe Conte, sur les questions économiques.

### Président du Conseil des ministres

#### Désignation

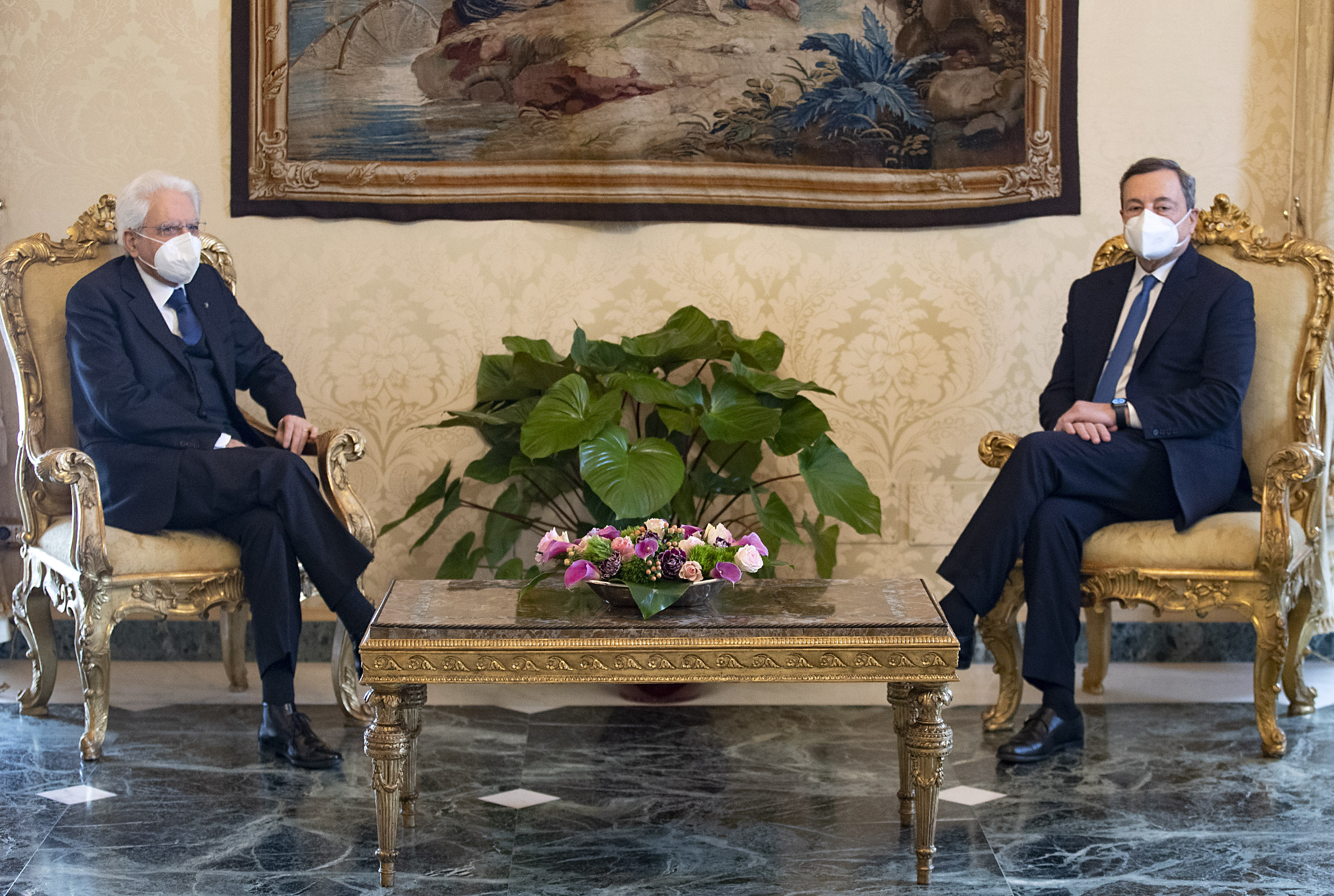
Le président Sergio Mattarella et Mario Draghi au palais du Quirinal, le 3 février 2021.

Le 26 janvier 2021, Giuseppe Conte annonce sa démission après avoir été désavoué par le retrait du parti centriste Italia Viva de son gouvernement. Le 2 février suivant, il est annoncé que les négociations ouvertes pour la formation d'un nouveau gouvernement dirigé par Conte ont échoué en raison de tensions provoquées par la mésentente entre le chef d'Italia Viva, Matteo Renzi, et les responsables du Mouvement 5 étoiles et du Parti démocrate.
Dans la soirée, le porte-parole de la présidence de la République, Giovanni Grasso, déclare que Sergio Mattarella a convoqué Mario Draghi pour un entretien le lendemain au palais du Quirinal. Il est ainsi chargé de former un gouvernement.
Mario Draghi reçoit le soutien du Parti démocrate, d'Italia Viva, et de Forza Italia, ainsi que de l'opposition puis du soutien avec réserve de la Ligue du Nord et du Mouvement 5 étoiles, ce dernier laissant le choix à ses militants. Le 11 février, les militants du Mouvement 5 étoiles, par 59 % des suffrages exprimés, approuvent à leur tour le soutien de leur parti au gouvernement Draghi lors d'un vote en ligne.

#### Prise de fonction

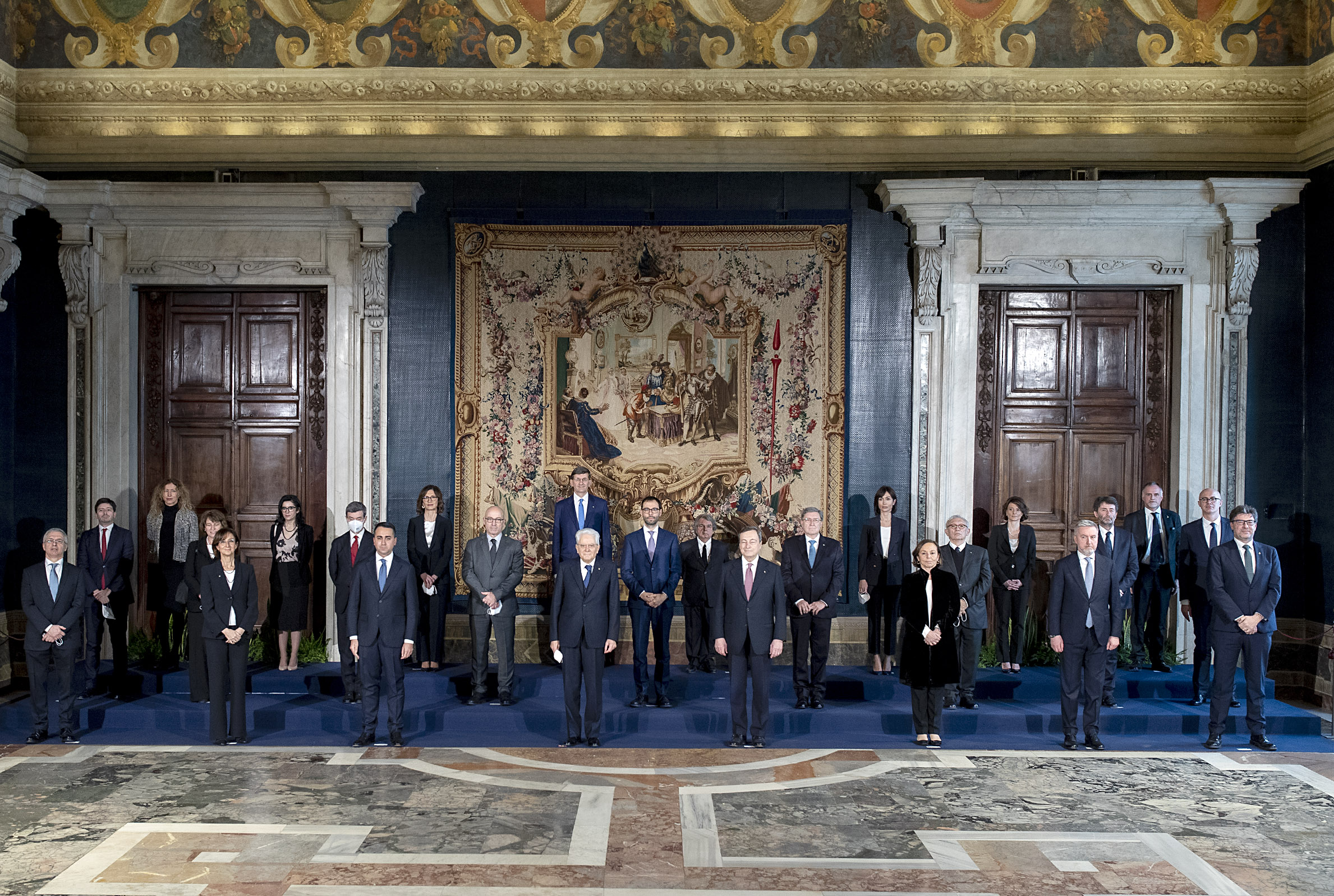
Photo officielle du gouvernement Draghi après la prestation de serment, le 13 février 2021, au Quirinal.

De retour au palais du Quirinal le 12 février, il accepte formellement la proposition du chef de l'État de prendre les fonctions de président du Conseil des ministres et présente alors son gouvernement qui associe des personnalités politiques à des techniciens comme le nouveau ministre des Finances Daniele Franco, directeur général de la Banque d'Italie, et marque une certaine continuité avec la reconduction du ministre des Affaires étrangères Luigi Di Maio, de la ministre de l'Intérieur Luciana Lamorgese et du ministre de la Santé Roberto Speranza. Le nouveau gouvernement est assermenté le lendemain.
Le 17 février suivant, il demande un vote de confiance au Sénat de la République, qui la lui accorde par 262 voix pour, 40 contre et deux abstentions. La Chambre des députés fait de même le lendemain, par 535 suffrages favorables, 56 oppositions et cinq abstentions.

#### Exercice du pouvoir

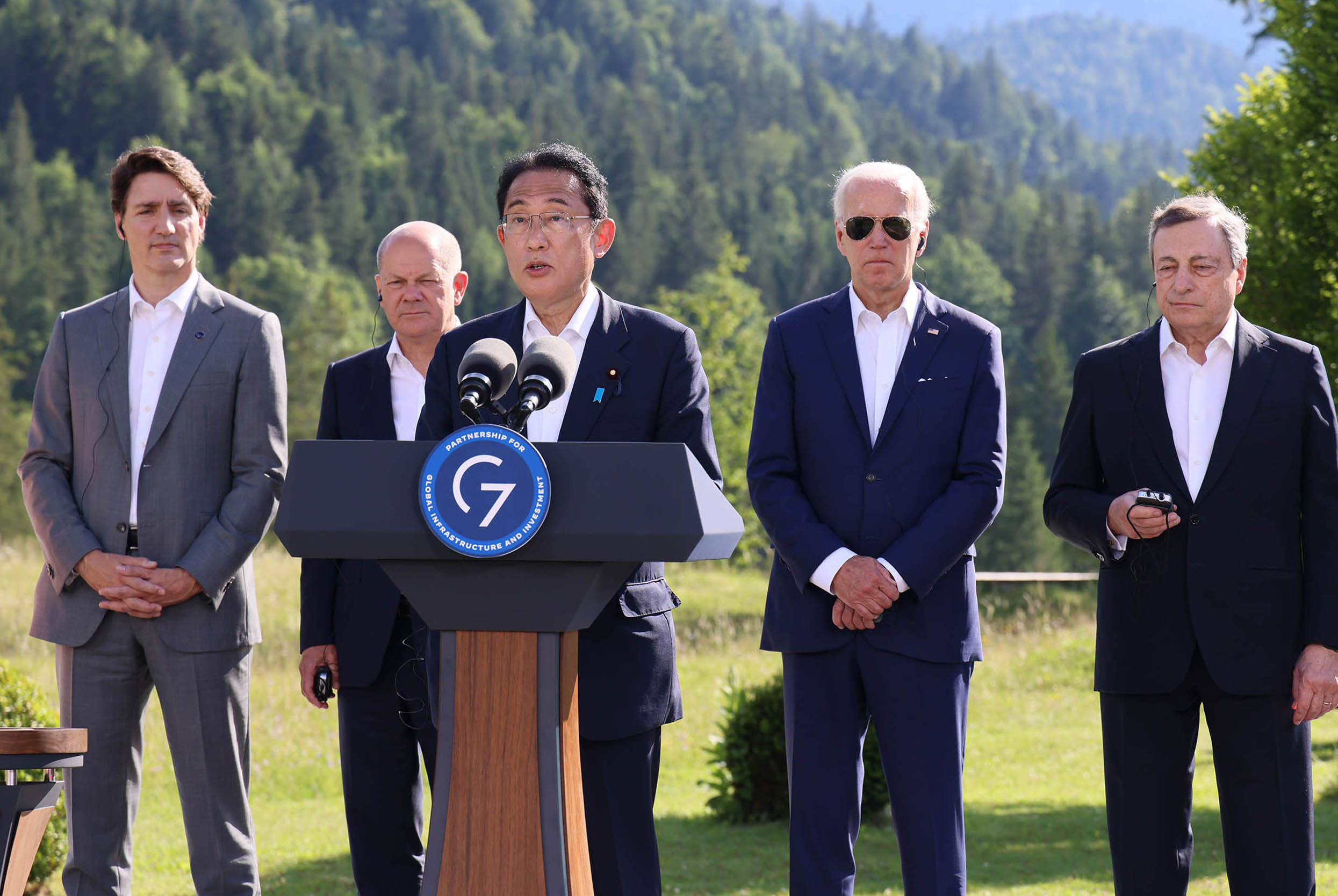
Mario Draghi (à droite) au sommet du G7 de 2022.

#### Rôle dans l'élection présidentielle de 2022
La candidature de Draghi au scrutin présidentiel fait l'objet d'une grande incertitude, une réélection de Mattarella pour quelques années dans une répétition de la transition assurée par Giorgio Napolitano étant même évoquée. Le 29 décembre, cependant, Mario Draghi annonce être disposé à accéder à la présidence de la République lors d'une conférence de presse. Le président du Conseil estime le travail effectué par son gouvernement lors des dix derniers mois suffisant pour mettre en œuvre le plan de relance européen « quelle que soit la personne à la barre ». Il se présente à cette occasion comme un « grand-père […] au service des institutions ». Le président du Conseil fait cependant toujours face à la réticence d'une partie de la coalition gouvernementale, plusieurs partis craignant que son élection à la présidence de la République — et son retrait consécutif de celle du Conseil — ne conduise à une nouvelle crise politique et à la convocation d'élections générales anticipées,.
Le 29 janvier, la rumeur d'une reconduction de Mattarella se répand jusqu'à ce que les dirigeants des partis composant la coalition gouvernementale annoncent leur soutien à la réélection du président sortant. Celui-ci finit par consentir à la requête des chefs de groupes parlementaires venus nombreux dans sa résidence du Quirinal pour lui demander sa disponibilité. Finalement, alors que la candidature de l'ancien président du Conseil Silvio Berlusconi est évoquée dans le même temps, Mario Draghi renonce à se porter candidat. Le président de la République Sergio Mattarella est réélu pour un nouveau septennat lors de l'élection présidentielle.

#### Crise gouvernementale de 2022 et démission

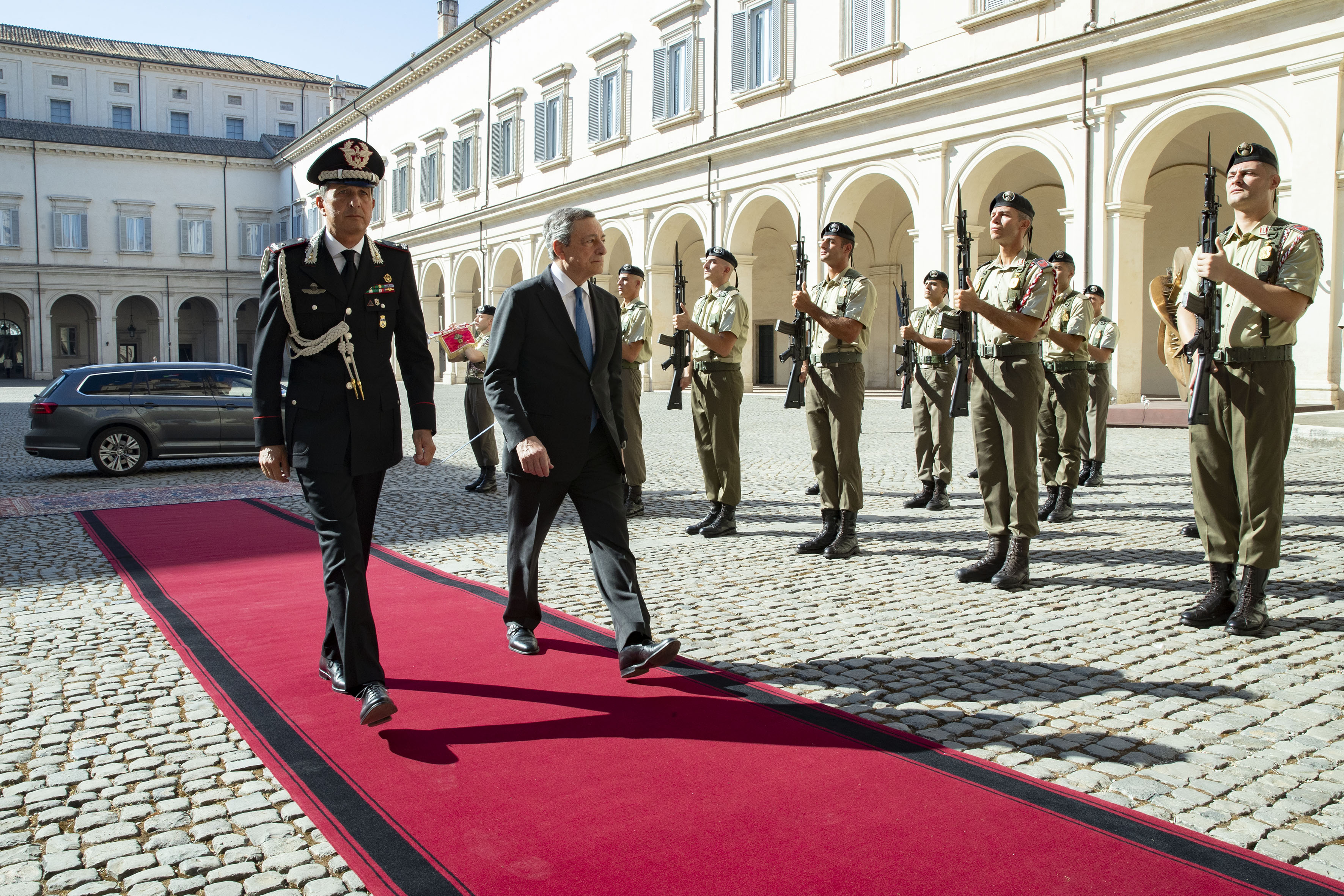
Draghi arrivant au palais du Quirinal le 21 juillet 2022, pour remettre une seconde fois sa démission.

Le 14 juillet 2022, Mario Draghi dépose sa démission après le refus du vote de confiance au Parlement du Mouvement 5 étoiles estimant que « le pacte de confiance fondant l’action de ce gouvernement a disparu ». Celle-ci est néanmoins refusée par le président de la République qui lui suggère de se présenter au Parlement « afin qu'ait lieu une évaluation de la situation »,,,.
Les formations centristes – le Parti démocrate et Italia Viva – sont en revanche très réticentes face à l’hypothèse de nouvelles élections et défendent le maintien de Draghi à son poste. « Je suis furieux contre le M5S, je ne veux même pas leur parler, je lutterai de toutes mes forces pour qu’il y ait un gouvernement Draghi », affirme ainsi Matteo Renzi.
La détérioration de la situation économique a entaché l’image du gouvernement Draghi : inflation à près de 9 % (juillet 2022), augmentation de la pauvreté et de la précarité, bas salaires, crise des systèmes hospitalier et éducatif, etc. Le parti de gauche radicale Refondation communiste affirme pour sa part que « le bilan de son gouvernement est proprement désastreux, comme l’est l’ensemble d’une carrière construite sur la vente à la découpe de notre pays et l’étranglement de la Grèce ».
Le 20 juillet, il perd le soutien de la Ligue, du M5S et de Forza Italia, qui s'abstiennent lors d'un vote de confiance au Sénat. Dès le lendemain, Draghi se rend au Quirinal afin de présenter à nouveau la démission du gouvernement au chef de l'État, qui déclare ensuite en « prendre acte » et le charge d'expédier les affaires courantes. Après la victoire de la coalition de centre droit aux élections parlementaires de septembre suivant, Giorgia Meloni lui succède le 21 octobre suivant.

## Rapport sur la compétitivité de l'UE
De 2023 à 2024, Mario Draghi a rédigé le rapport Draghi sur la compétitivité européenne et sur l'avenir de l'UE. Le 18 février 2025, lors de la semaine parlementaire européenne à Bruxelles, il souligné, lors d'un discours, la nécessité pour l’Union européenne d’agir de manière cohérente et rapide pour répondre aux défis actuels, affirmant que l’UE doit fonctionner « de plus en plus comme si nous étions un seul État ». Draghi a mis en avant des questions telles que les réformes du marché de l’énergie, l’importance de l’innovation et la nécessité de réduire les barrières internes pour améliorer la compétitivité. Il a conclu en exhortant les gouvernements nationaux, les parlements et les institutions européennes à collaborer étroitement pour offrir de l’espoir et des solutions efficaces aux citoyens européens pendant cette période critique.

## Autres engagements
Il est membre de longue date du groupe Bilderberg et de l'Académie pontificale des sciences sociales.

## Distinctions

### Décorations
- Grand-croix de l'ordre du Mérite de la République fédérale d'Allemagne ( Allemagne, 2020)[44].
- Commandeur de la Légion d'honneur ( France, 2019)[45].
- Chevalier grand-croix au grand cordon de l'ordre du Mérite de la République italienne ( Italie, 2000 ; grand officier en 1991)[46],[47].
- Grand-croix avec collier de l'ordre de l'Infant Dom Henri ( Portugal, 2019)[48].
- Première classe de l'ordre du Prince Iaroslav le Sage ( Ukraine, 2022)[49].

### Autres honneurs
- 2024 : European Charles V Award for Leadership and Vision[50].
- 2022 : World Statesman Award[51].
- 2019 :  Docteur honoris causa de l'université catholique du Sacré-Cœur[45].
- 2018 : Docteur honoris causa de l'université de Bologne et de l'université de Pise[45].
- 2013 : Docteur honoris causa de la Libera Università Internazionale degli Studi Sociali.
- 2009 : Docteur honoris causa de l'université de Padoue et de l'université de Tel Aviv[52],[53].